# Madesimo
(da Sant'Abbondio di Giosuè Carducci)
Madesimo (pronuncia: /maˈdɛzimo, maˈdezimo/, già Isolato fino al 1983, Madesan in dialetto chiavennasco) è un comune italiano di 510 abitanti della provincia di Sondrio in Lombardia.
Situato in Valle Spluga, a 1550 m di altitudine, all'interno della Comunità Montana della Valchiavenna, è suddiviso nelle frazioni di Madesimo, Pianazzo, Isola e Montespluga, mentre la vicina località Motta, a cui si accede da Madesimo con una strada carrozzabile, è invece frazione del comune di Campodolcino (a cui è collegata con una funicolare). È una località nota per la pratica degli sport invernali, il comprensorio offre oltre 60 km di piste, numerosi circuiti di fondo, per escursioni in motoslitta e snow kite.

## Geografia fisica

### Territorio
Il municipio si trova nella frazione di Pianazzo. Fino al 1983 il Comune prendeva il nome dalla frazione di Isola, a 1268 m s.l.m., essendo chiamato Comune di Isolato.
Un'altra frazione è Montespluga, villaggio alpino situato a 1908 m s.l.m. lungo la strada statale che sale da Chiavenna verso il passo dello Spluga, dal quale dista solo 3 km, nella piana alla confluenza della valle Spluga con la val Loga. Ha conservato la propria originale fisionomia con le poche case attorno alla strada e all'antico edificio della dogana. È posto di transito lungo il tracciato transfrontaliero della Via Spluga e costituisce punto di partenza per numerose mete escursionistiche, alpinistiche e scialpinistiche. Negli anni trenta è sorto nelle vicinanze dell'abitato l'omonimo bacino artificiale, del quale il paese occupa la riva settentrionale.
La frazione di Montespluga dista circa 294 km dal litorale più vicino (a Genova); di conseguenza, Madesimo è il comune in Italia più distante dal mare.

## Storia
Da Madesimo, in epoca romana, passava la via Spluga, strada romana che metteva in comunicazione Milano con Lindau passando dal passo dello Spluga.
Per secoli il territorio fu parte del comune di Val San Giacomo, spezzato poi nei municipi odierni dagli austriaci per indebolire il forte irredentismo svizzero locale, con la popolazione che dimostrò scarso entusiasmo anche per l'armamentario tricolore dopo l'unità d'Italia.
Tra la fine dell'Ottocento e gli inizi del Novecento, il poeta Giosuè Carducci vi villeggiò per numerose stagioni.

### Simboli
Lo statuto comunale sancisce l'adozione quale stemma dell'antica bandiera della Valle Spluga, che consiste di uno stendardo diviso in tre fasce orizzontali, ognuna delle quali è a sua volta divisa in quattro strisce di colore nero, verde, rosso e giallo che simboleggiano i quartieri di ogni terziere della vallata (di dentro, di mezzo e di fuori), con al centro un cartiglio con l'effigie di San Giacomo.
Tuttavia il Comune risulta adottare informalmente uno stemma "propriamente detto" (d'azzurro ai due monti di verde alla cima d'argento - Ornamenti esteriori da Comune) e un gonfalone, cromaticamente basato sulla sopraddetta bandiera (drappo fasciato di nero, di verde, di rosso e di giallo, ornato di ricami in oro, caricato dell'arma sopra descritta).

## Società

### Evoluzione demografica
Abitanti censiti

## Infrastrutture e trasporti
Il territorio comunale è attraversato dal tratto finale della strada statale 36 del Lago di Como e dello Spluga, che conduce da Milano al confine elvetico al passo dello Spluga.
Il capoluogo è raggiunto dalla strada provinciale 1, che si dirama dalla statale nei pressi di Pianazzo; fino al 2001 tale diramazione era classificata come SS 36 dir.

## Monumenti e luoghi d'interesse

Il gonfalone comunale de facto

### Architetture religiose

#### Chiese
- La chiesa dei Santi Pietro e Paolo è la parrocchiale del paese
- La chiesetta dell'Assunta e San Rocco, in località Andossi,[9] già esistente nel 1902[10]
- La chiesetta della Madonna del Carmelo, edificata nel 1912 in località Stuetta[9]
- La chiesetta della Madonna della neve in località Teggiate,[9] già attestata ai tempi della visita pastorale del cardinal Ferrari del 1892[11]
- La chiesa di Santa Maria Maddalena, nella frazione di Pianazzo,[9] già esistente sul finire del Settecento,[10] la quale nel 1886 venne messa a capo di una parrocchia che, esattamente cento anni dopo, venne unita aeque principaliter a quella della località Isola.[10]
- La chiesa dei Santi Giorgio e Martino, datata 1658, nella frazione di Isola[9]

#### Cappelle
- La cappelletta della Madonna nel bosco, lungo il sentiero che dal centro di Madesimo porta all'Alpe Motta[9]
- La cappelletta della Madonna in località Teggiate[9]
- La cappelletta della Madonna nel prato, poco sopra Pianazzo[9]
- La cappella della Madonna del Rosario, a Pianazzo[9]
- La cappelletta della Madonna sulla vecchia strada di collegamento tra Pianazzo e il centro di Madesimo[9]
- La cappelletta della Madonna nei prati nei pressi della località di Mottaletta, non lontano da Isola[9]
- La cappelletta della Madonna in località Stabisotto[9]

### Aree naturali
- Il Canalone è un fuoripista sciistico che si trova nel comune di Madesimo. È considerato una delle piste più belle e impegnative delle Alpi.[12]
- Il lago di Isola sito nella frazione omonima.
- La cascata del Groppera, in centro paese.[13]
- Le cascate site nella frazione di Pianazzo.[13]

## Sport

### Ciclismo
Madesimo è stato due volte arrivo di tappa del Giro d'Italia:
| Edizione | Tappa | Percorso                      | km  | Vincitore di tappa    |
| -------- | ----- | ----------------------------- | --- | --------------------- |
| 1965     | 19ª   | Saas Fee > Madesimo           | 282 | Vittorio Adorni       |
| 1987     | 19ª   | Trescore Balneario > Madesimo | 160 | Jean-François Bernard |

### Sci alpino
Nel comprensorio sciistico di Madesimo (tra le località alpine più nevose) si sono svolte gare della Coppa Europa. In particolare sulla pista di Motta, nel comune di Campodolcino, sono stati disputati gli slalom speciali, mentre sulla Montalto, presso l'abitato di Madesimo, si sono tenuti i giganti. Zeno Colò si allenava sulle piste di Madesimo.
Il 22 febbraio 1953 durante la gara internazionale di discesa libera Trofeo Fiocchi-Coppa città di Lecco, Ilio Colli morì per un'uscita di pista.
Il comprensorio è gestito dalla Skiarea Valchiavenna.

### Corsa in montagna
Campodolcino e Madesimo hanno ospitato i Campionati del mondo di corsa in montagna nel 2009.

## Galleria d'immagini

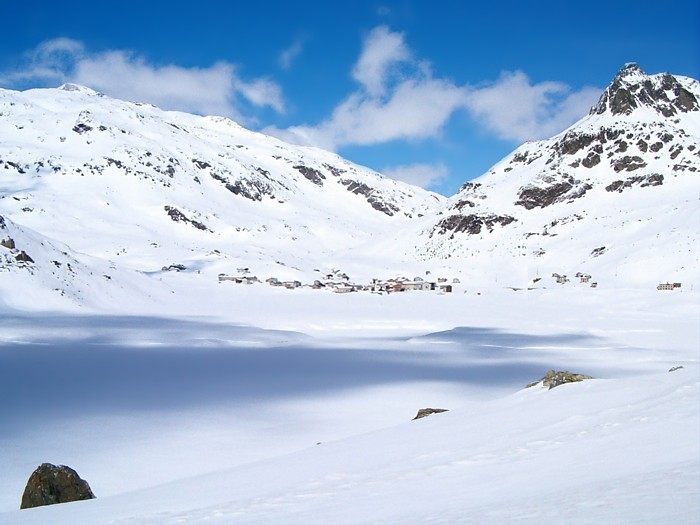
Montespluga in inverno
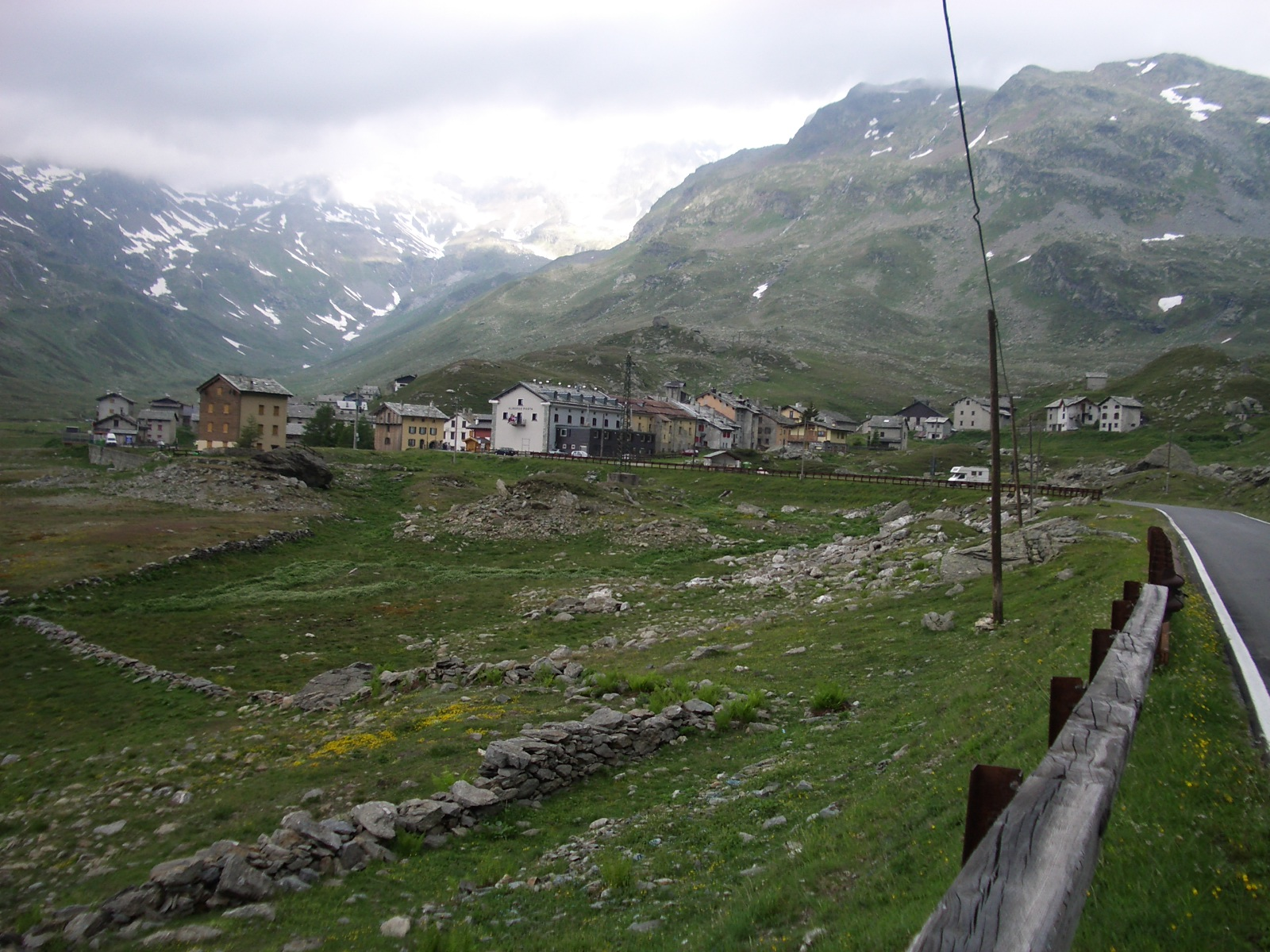
Montespluga in estate
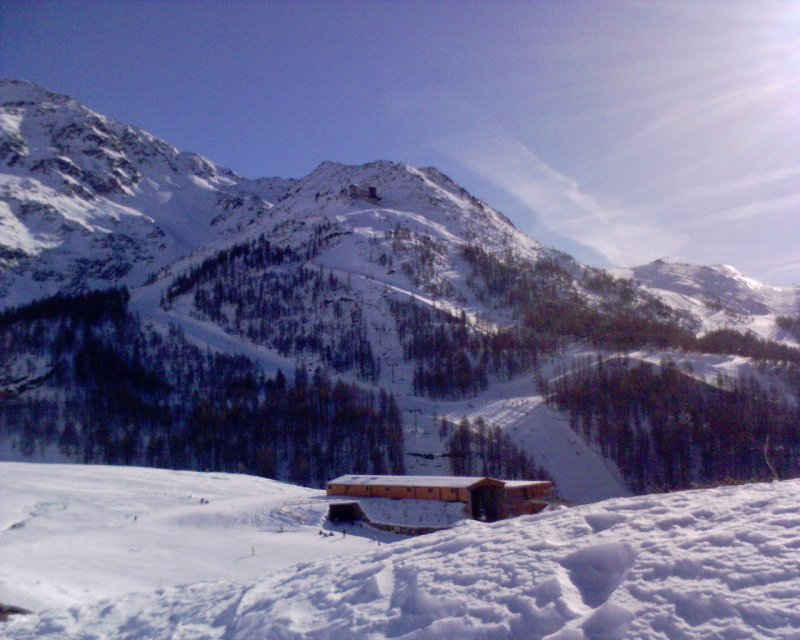
Piste di sci di Madesimo